# Epistreptus ruralis
Epistreptus ruralis är en mångfotingart som först beskrevs av Carl 1914.  Epistreptus ruralis ingår i släktet Epistreptus och familjen Spirostreptidae. Inga underarter finns listade i Catalogue of Life.